# Ramon Vega
Ramon Vega (* 14. Juni 1971 in Olten) ist ein ehemaliger Schweizer Fussballspieler. Er spielte auf der Position des Verteidigers.

## Spielerkarriere
Ramon Vega spielte in seiner Juniorenzeit beim FC Trimbach und startete seine professionelle Laufbahn 1990 beim Grasshopper Club Zürich, mit dem er 1991, 1995 und 1996 die Schweizer Fussballmeisterschaft und 1994 den Schweizer Cup gewann. 1996 wagte er nach dem dritten Meistertitel den Sprung ins Ausland. Ein Wechsel zum Hamburger SV scheiterte an der von Zürich geforderten Ablösesumme. Vega wechselte stattdessen nach Italien zu Cagliari Calcio. Dort blieb er allerdings nur sechs Monate und wurde im Januar 1997 vom englischen Erstligisten Tottenham Hotspur für eine Summe von 3,75 Millionen Pfund verpflichtet. In seiner Debütsaison für die Spurs kam er zu acht Spieleinsätzen, schoss gegen Aston Villa ein Tor und wurde im Spiel gegen Nottingham Forest vom Platz gestellt. In der nächsten Saison spielte er sich vermehrt in den Vordergrund und wurde Stammspieler an der White Hart Lane.
1999 gewann er mit den Spurs den League Cup, nachdem im Final Leicester City mit 1:0 besiegt wurde. Doch Vega spielte in dieser Zeit nicht mehr so überzeugend wie zuvor und wurde im Dezember 2000 dem schottischen Traditionsverein Celtic Glasgow ausgeliehen. Bei Celtic wurde er seiner Rolle gerecht und kam in 18 Ligaspielen zum Einsatz, in denen er zwei Tore schoss. Er spielte die erfolgreichste Saison seiner Karriere und gewann 2000/01 mit Celtic das nationale Triple bestehend aus schottischer MeisterschaftScottish Premier League, schottischem PokalsiegScottish FA Cup und schottischem Ligacup Scottish League Cup.
Nach Ende der Ausleihe und Auslaufen seines Vertrages im Juni 2001 erhielt er von den Spurs kein Vertragsangebot mehr und wechselte daraufhin zum Zweitligisten FC Watford. Nach einer guten Saisonstartphase, in der er auch mehrere Tore schoss, wurde er gegen Saisonende nicht mehr berücksichtigt und verließ das Team. Seine letzte Station als Profi war die US Créteil, bei der er noch eine Saison in der zweitklassigen Ligue 2 spielte und danach seinen Rücktritt vom Profifussball erklärte.
Für die Schweizer Fussballnationalmannschaft stand er in 23 Länderspielen im Einsatz und schoss ein Tor. Er nahm mit der Nationalmannschaft an der Fussball-Europameisterschaft 1996 teil und schied mit einem Punkt aus drei Spielen als Gruppenletzter aus dem Turnier aus.